# Cape Canaveral Air Force Station Lanceercomplex 11

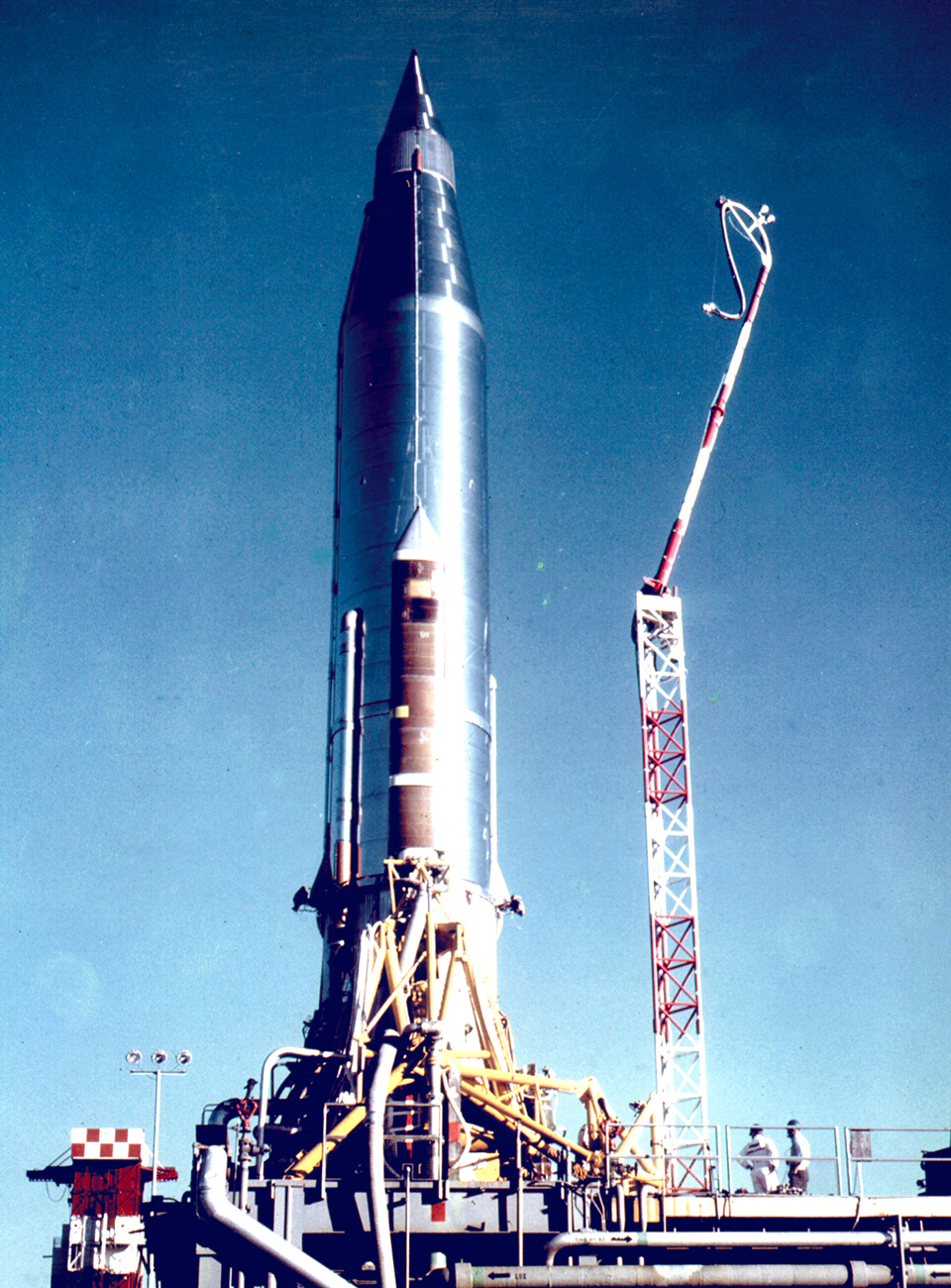
Atlas 10B met SCORE-satelliet op Lanceercomplex 11

Lanceercomplex 11 (LC-11) van het Cape Canaveral Air Force Station was een lanceerplaats voor Atlas ICBM’s. LC-11 werd samen met LC-12, LC-13, LC-14 aangelegd in het kader van het Atlas-testprogramma. LC-11 was het zuidelijkste lanceercomplex van de missile row, een rij lanceercomplexen voor Titan-en-Atlas-ICBM’s. Van LC-11 werden Atlasraketten van het type SM-65B, SM-65D, SM-65E en SM-65F gelanceerd als onderdeel van het testprogramma voor intercontinentale ballistische raketten. 
Op 18 december 1958 werd vanaf dit platform voor het eerst een Atlas-raket in een baan om de Aarde gebracht. Deze raket, Atlas 10B, bevatte tevens de satelliet SCORE die veelal als eerste communicatiesatelliet ooit wordt gezien en gedurende een kleine twee weken een boodschap van president Eisenhower uitzond.
Na enkele jaren werd de Atlas als ICBM buiten gebruik gesteld en werden de Atlas-raketten aangepast voor de ruimtevaart. LC-11 werd als enige van de vier originele Atlas test-complexen niet omgebouwd voor ruimtevaart doeleinden en werd na de laatste Atlas ICBM-test in 1965 gesloten en de lanceerinstallatie werd op de funderingen na gesloopt.
Het terrein bleef braak liggen tot Blue Origin in 2017 het terrein van Space Florida huurde. Blue Origin heeft de betonnen restanten verwijderd om er een testinstallatie voor BE-4-raketmotoren te bouwen. LC-11 is bij de aangrenzende lanceerplaats LC-36 getrokken alwaar Blue Origin ondertussen een lanceerinstallatie voor New Glenn-raketten heeft gebouwd.